# NGC 4397
NGC 4397 je trojna zvijezda u zviježđu Berenikinoj kosi. 
Ovu astronomsku strukturu istraživali su mnogi istraživači. Ušao je u razne kataloge ali prema različitim kriterijima uvrštavanja. Katalog glavnih galaksija PGC ima ga pod oznakom, u atlasu dubokog neba, Uranometria 2000.00 u skupini je označenoj brojem 148. u Katalogu osnovnih zvijezda GSC-u grupiran je pod brojem 1445. Objekt je zabilježen i fotografskim istraživanjima koje je sprovela zvjezdarnica Palomar 1958., i tu je zabilježen u skupini pod brojem 1576.
Moguće je ova struktura skup četiriju neovisnih struktura. Drugim riječima, ovdje su gusto raspoređene četiri zvijezde ili skupina od triju zvijezda i jedne udaljene galaktike. Identitet ovog objekta NGC-a nije jasan. 
Prema morfološkom klasificiranju galaktika, vrste je *3

## Vanjske poveznice
- (engl.) SEDS: NGC 4397
- (engl.) Revidirani Novi opći katalog
- (engl.) Izvangalaktička baza podataka NASA-e i IPAC-a
- (engl.) Astronomska baza podataka SIMBAD
- (engl.) VizieR